# Héctor Epifanio Ortega
Héctor Epifanio Ortega (San Miguel de Tucumán, Tucumán, 1936 - San Miguel de Tucumán, Tucumán, 13 de abril de 2008) fue un futbolista argentino que jugaba como delantero.

## Trayectoria

### Central Córdoba
Ortega debutó en Central Córdoba, en el año 1953, a los 17 años. Ortega jugó en uno de los mejores momentos de la historia del azurro, ya que el club venía de consagrarse campeón tucumano en 1948, 1950 y 1952.

### Atlético Tucumán
En 1959 llegó a Atlético Tucumán, para reforzar el equipo de cara al Campeonato de Campeones de la República Argentina. En dicho torneo se coronó campeón y obtuvo el primer título nacional del decano.

### Lanús
Como gran parte del equipo que se consagró campeón, Ortega fue transferido al fútbol de Buenos Aires. Llegó a Lanús junto a junto a José Ayunta para disputar el Campeonato 1960.

### Independiente Santa Fe
Tuvo su primera experiencia internacional, cuando en 1962 se mudó a Colombia, para sumarse a Independiente Santa Fe.

## Clubes
| Club                   | País      |
| ---------------------- | --------- |
| Central Córdoba        | Argentina |
| Atlético Tucumán       | Argentina |
| Lanús                  | Argentina |
| Independiente Santa Fe | Colombia  |

## Palmarés
| Título                                  | Equipo           | País      | Año  |
| --------------------------------------- | ---------------- | --------- | ---- |
| Campeonato de Campeones de la República | Atlético Tucumán | Argentina | 1960 |